# Закон Харди — Вайнберга
Закон Харди — Вайнберга — положение популяционной генетики, гласящее, что в популяции бесконечно большого размера, в которой не действует естественный отбор, не идет мутационный процесс, отсутствует обмен особями с другими популяциями, не происходит дрейф генов, все скрещивания случайны — частоты генотипов по какому-либо гену (в случае если в популяции есть два аллеля этого гена) будут поддерживаться постоянными из поколения в поколение и соответствовать уравнению:
{\displaystyle p^{2}+2pq+q^{2}=1}
Где {\displaystyle p^{2}} — доля гомозигот по одному из аллелей; {\displaystyle p} — частота этого аллеля; {\displaystyle q^{2}} — доля гомозигот по альтернативному аллелю; {\displaystyle q} — частота соответствующего аллеля; {\displaystyle 2pq} — доля гетерозигот.

## Статистическое обоснование закономерности
Рассмотрим популяцию бесконечно большого размера, в которой на частоты аллелей изучаемого гена не действуют какие-либо факторы, а также имеет место панмиксия. Изучаемый ген имеет два аллельных состояния A и a.
В момент времени (или в поколение) n, частота аллеля A = {\displaystyle p_{n}}, частота аллеля a = {\displaystyle q_{n}}, тогда, {\displaystyle p_{n}} + {\displaystyle q_{n}} = 1. Пусть {\displaystyle P_{n}}, {\displaystyle H_{n}}, {\displaystyle Q_{n}} — частоты генотипических классов AA, Aa и aa в момент времени n. Тогда {\displaystyle p_{n}} = {\displaystyle P_{n}} + {\displaystyle {\frac {H_{n}}{2}}}, {\displaystyle q_{n}}={\displaystyle Q_{n}} + {\displaystyle {\frac {H_{n}}{2}}}. Так как в условиях панмиксии вероятность встречи гамет, происходящих от разных генотипических классов (P, H, Q) родителей подчиняется статистическим закономерностям, то можно рассчитать частоты классов потомков ({\displaystyle P_{n+1}}, {\displaystyle H_{n+1}}, {\displaystyle Q_{n+1}}) в следующем поколении (n+1).
Возможны следующие варианты скрещивания
1. {\displaystyle P_{n}\times P_{n}}, вероятность {\displaystyle {P_{n}}^{2}}
2. {\displaystyle P_{n}\times H_{n}}, вероятность {\displaystyle 2\times P_{n}\times H_{n}}
3. {\displaystyle P_{n}\times Q_{n}}, вероятность {\displaystyle 2\times P_{n}\times Q_{n}}
4. {\displaystyle H_{n}\times H_{n}}, вероятность {\displaystyle {H_{n}}^{2}}
5. {\displaystyle H_{n}\times Q_{n}}, вероятность {\displaystyle 2\times H_{n}\times Q_{n}}
6. {\displaystyle Q_{n}\times Q_{n}}, вероятность {\displaystyle {Q_{n}}^{2}}

Потомками от скрещиваний 1, 3 и 6 будут особи с генотипами AA, Aa и aa соответственно; в результате скрещивания 2 — будет по половине особей с генотипами AA и Aa; в результате скрещивания 5 — будет по половине особей с генотипами Aa и aa; скрещивание 4 — даст все три возможных класса потомков (AA, Aa и aa) в пропорции 1 : 2 : 1.
Исходя из вероятностей скрещиваний и пропорций в потомках от этих скрещиваний можно рассчитать частоты генотипических классов в поколении n+1.
{\displaystyle P_{n+1}={P_{n}}^{2}+P_{n}\times H_{n}+{\frac {{H_{n}}^{2}}{4}}}
{\displaystyle H_{n+1}=2\times P_{n}\times Q_{n}+P_{n}\times H_{n}+H_{n}\times Q_{n}+{\frac {{H_{n}}^{2}}{2}}}
{\displaystyle Q_{n+1}={Q_{n}}^{2}+H_{n}\times Q_{n}+{\frac {{H_{n}}^{2}}{4}}}
Так как, {\displaystyle P_{n}+H_{n}+Q_{n}=1} и {\displaystyle P_{n+1}+H_{n+1}+Q_{n+1}=1} и исходя из соотношений, написанных выше, между частотами аллелей а генотипических классов эти выражения можно привести к виду:
{\displaystyle P_{n+1}=p^{2}}
{\displaystyle H_{n+1}=2pq}
{\displaystyle Q_{n+1}=q^{2}}
Аналогично можно рассчитать, что соотношение между классами P, H, Q в поколении n+2 и последующих не изменится, и будет соответствовать приведённому в начале статьи уравнению.
В случае, если число рассматриваемых аллелей гена более двух, формула, описывающая равновесные частоты генотипов усложняется и её можно записать в общем виде как:
{\displaystyle {(p+q+\ldots +z)}^{2}=1}
где p, q, … , z — частоты аллельных вариантов гена в исследуемой популяции. Разложив в левой части уравнения квадрат суммы получим выражение, состоящее из суммы квадратов частот аллелей и удвоенных произведений всех попарных комбинаций этих частот:
{\displaystyle p^{2}+q^{2}+\ldots +z^{2}+2pq+2pz+2qz+\ldots =1}

## Биологический смысл закона Харди — Вайнберга
Процесс наследования не влияет сам по себе на частоту аллелей в популяции, а возможные изменения её генетической структуры возникают вследствие других причин.

## Условия действия закона Харди — Вайнберга
Закон действует в идеальных популяциях, состоящих из бесконечного числа особей, полностью панмиктических и на которых не действуют факторы отбора.

## Равновесие Харди — Вайнберга в реальных популяциях
На реальные популяции в той или иной степени действуют факторы, небезразличные для поддержания равновесия Харди — Вайнберга по каким-либо генетическим маркерам. В популяциях многих видов растений или животных распространены такие явления как инбридинг и самооплодотворение — в таких случаях происходит уменьшение доли или полное исчезновение класса гетерозигот. В случае сверхдоминирования наоборот, доли классов гомозигот будут меньше расчётных.

## Практическое значение закона Харди — Вайнберга
В медицинской генетике закон Харди — Вайнберга позволяет оценить популяционный риск генетически обусловленных заболеваний, поскольку каждая популяция обладает собственным аллелофондом и, соответственно, разными частотами неблагоприятных аллелей. Зная частоты рождения детей с наследственными заболеваниями, можно рассчитать структуру аллелофонда. В то же время, зная частоты неблагоприятных аллелей, можно предсказать риск рождения больного ребёнка.
В селекции — позволяет выявить генетический потенциал исходного материала (природных популяций, а также сортов и пород народной селекции), поскольку разные сорта и породы характеризуются собственными аллелофондами, которые могут быть рассчитаны с помощью закона Харди — Вайнберга. Если в исходном материале выявлена высокая частота требуемого аллеля, то можно ожидать быстрого получения желаемого результата при отборе. Если же частота требуемого аллеля низка, то нужно или искать другой исходный материал, или вводить требуемый аллель из других популяций (сортов и пород).
В экологии — позволяет выявить влияние самых разнообразных факторов на популяции. Дело в том, что, оставаясь фенотипически однородной, популяция может существенно изменять свою генетическую структуру под воздействием ионизирующего излучения, электромагнитных полей и других неблагоприятных факторов. По отклонениям фактических частот генотипов от расчётных величин можно установить эффект действия экологических факторов. При этом нужно строго соблюдать принцип единственного различия. Пусть изучается влияние содержания тяжелых металлов в почве на генетическую структуру популяций определённого вида растений. Тогда должны сравниваться две популяции, обитающие в крайне сходных условиях. Единственное различие в условиях обитания должно заключаться в различном содержании определённого металла в почве.